# Asharq al-Awsat
Asharq al-Awsat (in arabo : الشرق الاوسط, il medio oriente) 
è un quotidiano panarabo con una tiratura nell'ordine delle 200 000 copie,

stampato contemporaneamente in dodici città di quattro diversi continenti
.

## Storia
Fondato a Londra nel 1978 vi ha tuttora li la sede. L'attuale editore di Asharq al-Awsat è Saudi Research and Marketing Ltd., diretto dal principe saudita Faisal bin Salman. Di tendenze moderate, ha tra l'altro l'esclusiva per il mondo arabo degli articoli del Washington Post, di USA Today e di Global Viewpoint. A partire dal 1990 il quotidiano ha conosciuto un successo crescente e viene distribuito sia in medio oriente che nel magreb (in particolare in Marocco). Si presenta come "il giornale internazionale degli arabi" e copre sia l'attualità araba che internazionale. Asharq al-Awsat è stato il primo quotidiano arabo ad utilizzate le trasmissioni satellitari per la stampa contemporanea in più città nel mondo. Dal 1995 ha un suo sito web sia in arabo che in inglese.